# Дария Хаджийска
Дария Хаджийска е българска актриса и модел.

## Биография
Дария Хаджийска е родена на 8 юни 2004 г. в София. Учи в Националната търговско-банкова гимназия.
На 12 години е включена в актьорския състав на сериала „Ние, нашите и вашите“.

## Филмография
- Ние, нашите и вашите (2017) – Елена-Кристина[2]
- Румбата, аз и Роналдо (2019)–Ралица
- Братя (2020 – 2021) – Виктория Донкова[3]